# 坦普尔顿 (艾奥瓦州)
坦普爾頓（英語：Templeton）是一個位於美國愛荷華州卡洛爾縣的城市。

## 地理
坦普爾頓的座標為41°55′05″N 94°56′33″W / 41.91806°N 94.94250°W，而該地的平均海拔高度為439米（即1440英尺）。

## 人口
根據2010年美國人口普查的數據，坦普爾頓的面積為1.11平方千米，當中陸地面積為1.11平方千米，而水域面積為0.00平方千米。當地共有人口362人，而人口密度為每平方千米326人。